# 1186 Turnera
1186 Turnera è un asteroide della fascia principale del diametro medio di circa 35,56 km. Scoperto nel 1929, presenta un'orbita caratterizzata da un semiasse maggiore pari a 3,0206836 UA e da un'eccentricità di 0,1077514, inclinata di 10,75508° rispetto all'eclittica.
Il suo nome è in onore dell'astronomo britannico Herbert Hall Turner.